# Therapeutisches Erzählen
Therapeutisches Erzählen wurde als Therapieform von dem deutschen hypnosystemischen Therapeuten Stefan Hammel entwickelt. Hammel verschmolz dabei Vorgehensweisen und Haltungen des amerikanischen Psychiaters Milton Erickson und des österreichisch-amerikanischen Kommunikationsforschers Paul Watzlawick mit Prinzipien der ressoucen- und kompetenzorientierten Systemischen Therapie (Gunther Schmidt).
Zentral für seine Arbeit ist der Erickson’sche Ansatz, wonach die Therapie „einen Schritt auf Abstand vom Problem“ stattfindet.
Aufgenommen wurden Hammels Impulse u. a. durch Kolodej (Mediation), Theureutzbacher (Coaching), Domanski (Seelsorge), von Schlippe und Schweitzer (Systemische Therapie), Widulle (Sozialarbeit), Lamprecht (Kindertherapie), im Bereich der Traumatherapie sowie in der Literatur zu Storytelling in Unternehmenskontexten.